# Aloe ortholopha
Aloe ortholopha é uma espécie de liliopsida do gênero Aloe, pertencente à família Asphodelaceae.